# Inspiral Carpets
Inspiral Carpets est un groupe de rock alternatif britannique, associé à la scène madchester, originaire d'Oldham, dans le Grand Manchester, en Angleterre,.

## Biographie

### Débuts (1983–1995)
La formation initiale remonte au début des années 1980 sous le nom de The Furs, autour du guitariste Graham Lambert, du chanteur Stephen Holt, du bassiste Tony Welsh et du batteur Chris Goodwin. En 1986, lorsque le bassiste Tony Welsh est remplacé par Dave Swift, que le batteur Chris Goodwin est remplacé par Craig Gill, et que l'organiste Clint Boon intègre le quartet, The Furs prennent pour nom Inspiral Carpet. Leur premier single Garage sort en 1987 et est vendu avec le magazine Debris, puis suivent deux autres 45 tours Planet Crash, sortis en 1988 sur le label Playtime et Train Surfing, autoproduit en 1989. Cette même année Stephen Holt et Dave Swift quittent le groupe, remplacé par Tom Hingley (chant) et Martyn Walsh (basse). La sortie de leur cassette autoproduite Dung 4 leur permet de signer un accord de distribution avec le label Mute Records, qui s'occupera de la promotion de leurs quatre albums sortis entre 1990 et 1994. Le leader d'Oasis, Noel Gallagher, est roadie du groupe de 1989 à 1991. Le groupe se sépare en 1995.

### Retour (2003–2011)
Ils se réunissent en 2003, publiant un nouveau single, Come Back Tomorrow (enregistré en 1995), effectuant deux tournées à guichet fermé et publiant de nouvelles compilations, comme notamment le coffret Cool As. Ils tourneront depuis sporadiquement jusqu'en 2007 en publiant une compilation sur iTunes. Ils tournent en 2008 sous la bannière Return of the Cow qui annonce la résurrection du label Cow Records label was to be revived.

### Retour de Holt (depuis 2011)
En février 2011, Tom Hingley ne fait plus partie du groupe ; les circonstances de son départ restent floues. Les membres indiquent que Hingley serait parti de son plein gré, et que Clint Boon aurait tenté de dissuader Hingley de dissoudre le groupe, tandis que Hingley lui-même clamait qu'il était renvoyé. En 2012, le groupe continue de jouer dans des festivals. En avril 2014, pour le Record Store Day, Dung 4, une ancienne cassette démo de 1987, est éditée en formats vinyle et en CD.
Le 20 novembre 2016, le batteur Craig Gill, décède à 44 ans.

## Membres

### Membres actuels
- Graham Lambert – guitare (1983–1995, depuis 2003)
- Stephen Holt – chant (1983–1989, depuis 2011)
- Clint Boon – claviers, chant (1987–1995, depuis 2003)
- Martyn Walsh – basse (1989–1995, depuis 2003)

### Anciens membres
- Glenn Chesworth – claviers (1983–1987)
- Tony Feeley  – basse (1983–1987)
- Craig Gill (mort en novembre 2016) – batterie (1986–1995, 2003–2016)[6]
- Mark Hughes – basse (1987)
- Dave Swift – basse (1987–1989)
- Tom Hingley - chant (1989–1995, 2003–2011)

## Discographie

### Albums studio
- 1989 : dung 4 (Cow)
- 1990 : Life (Mute)
- 1991 : The Beast Inside (Mute)
- 1992 : Revenge Of The Goldfish (Mute)
- 1994 : Devil Hopping (Mute)
- 2014 : Inspiral Carpets (Cherry Red Records)

### Compilations
- 1995 : The Singles' (Mute)
- 1996 : Radio 1 Sessions (Strange Fruit)
- 2003 : Cool As' (Mute)
- 2003 : Greatest Hits' (Mute)
- 2007 : Keep the Circle (téléchargement exclusif iTunes)
- 2023 : The Complete Singles (Mute)

### Vidéo
- 21.7.90 (1990) BMG/Cow (VHS)
- Inspiral Carpets The Singles (1995) Mute (VHS)
- Live at Brixton Academy (2003) Mute (DVD)